# Palais am Festungsgraben
Palais am Festungsgraben; dawniej: Palais Donner – klacystyczny pałac, znajdujący się w Berlinie, w dzielnicy Mitte, w pobliżu Teatru Maksima Gorkiego i Nowego Odwachu. Powstał w latach 1751–1753 według projektu Christiana Friedricha Feldmanna jako dom Johanna Gottfrieda Donnera, kamerdynera pruskiego króla Fryderyka II Wielkiego. W 1808 roku gmach został siedzibą pruskiego Ministerstwa Finansów. Po odbudowie ze zniszczeń z czasów II wojny światowej mieścił instytucje związane z kulturą radziecką i przyjaźnią niemiecko-radziecką. Od czasu zjednoczenia Niemiec jest własnością władz Berlina. Jego pomieszczenia administracyjne są wykorzystywane m.in. przez Uniwersytet Humboldtów.

## Historia
W 1751 roku król Prus Fryderyk II Wielki jako dowód wdzięczności za lojalność podarował swojemu kamerdynerowi Johannowi Gottfriedowi Donnerowi działkę położoną za Nowym Odwachem, obok zbrojowni, niedaleko zamku berlińskiego na obszarze, na którym niedawno rozebrano wały obronne, będące częścią miejskich fortyfikacji. Niedługo później Donner otrzymał pożyczkę od handlarza dziełami sztuki Johanna Ernsta Gotzkowsky’ego i jeszcze w tym samym roku rozpoczął na podarowanej od króla działce budowę pałacu, którego projekt sporządził Christian Friedrich Feldmann. W 1753 roku Donner wprowadził się do oddanego do użytku pałacu wraz z rodziną córki Gotzkowsky’ego. Zamieszkiwali jednak tylko połowę budynku – drugą zajmował jako najemca generalny mincerz Johann Philipp Graumann.

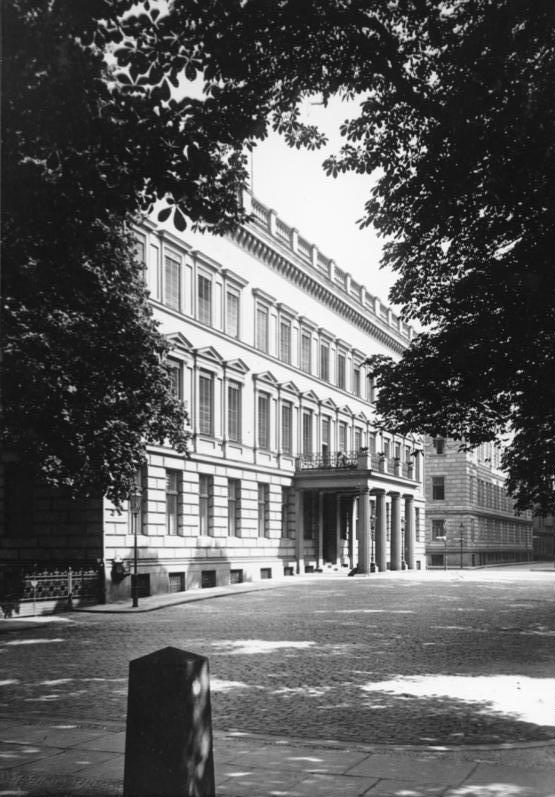
Pałac jako siedziba pruskiego Ministerstwa Finansów w 1930 roku

Johann Gottfried Donner nie poprzestał na wykorzystywaniu budynku do celów mieszkalnych. Wraz ze swoim zięciem handlował na dziedzińcu pałacu drewnem, zaś na poddaszu składował zboże. Pierwsze i drugie piętro gmachu wynajął z kolei Dyrekcji do spraw Podatków i Ceł (niem. Direktion für Steuern und Zoll). W 1759 roku najemcą pomieszczeń pałacu została trupa teatralna Franza Schucha (młodszego), dotychczas mająca siedzibę w budynku przy placu Gendarmenmarkt. W 1787 roku Donner sprzedał pałac królewskim organom finansowym. Dziesięć lat później prawe skrzydło budynku zostało podwyższone. W 1808 roku gmach został siedzibą pruskiego Ministerstwa Finansów.
W latach 1861–1863 pałac został przebudowany według projektu Georga Heinricha Bürdego i Hermanna von der Hudego. Budynek zyskał wówczas późnoklasycystyczną fasadę z boniowanym przyziemiem i regularnymi rzędami okien, zwieńczenie w postaci konsolowego gzymsu i attyki z balasami, a także wsparty na doryckich kolumnach portyk z balkonem. Podczas przebudowy, w 1863 roku stworzono również szereg reprezentacyjnych pomieszczeń, takich jak np. późnoklasycystyczna główna klatka schodowa z żeliwną balustradą i duża dwukondygnacyjna sala balowa na pierwszym piętrze. W latach 1869–1872 przeprowadzona została z kolei duża, nadzorowana przez inspektora budowlanego Wilhelma Neumanna rozbudowa budynku w kierunku wschodnim, między ulicami Straße Hinter dem Gießhaus i Dorotheenstraße.
W 1934 roku do jednego z pomieszczeń na parterze wschodniej części budynku głównego pałacu przeniesiono elementy wystroju sali balowej budynku Weydingerhaus, zaprojektowanej przez Karla Friedricha Schinkla w 1830 roku. Sala ta jest ostatnim przykładem dekoracji wnętrz Schinkla. Weydingerhaus był położony przy ulicy Unterwasserstraße i od 1860 roku należał do państwa pruskiego. W 1934 roku został rozebrany w celu zrobienia miejsca dla nowego budynku Reichsbanku.

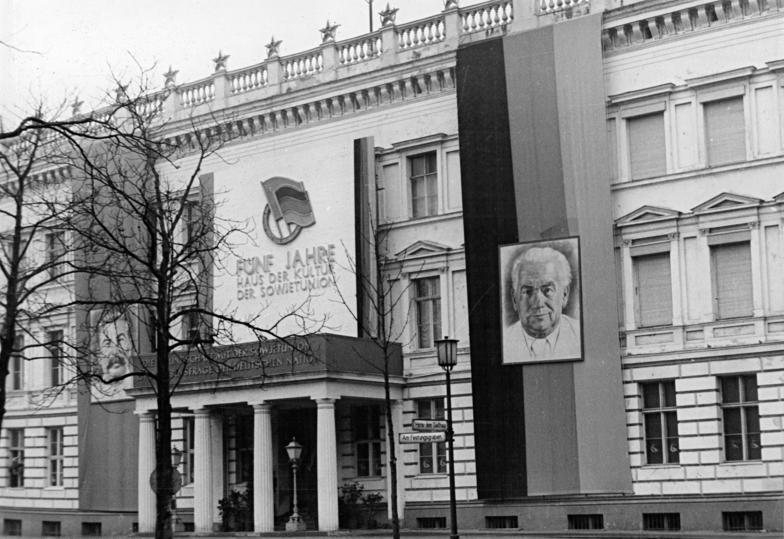
Pałac jako siedziba Domu Kultury Radzieckiej w 1952 roku

W czasie II wojny światowej, w 1945 roku pałac został znacznie zniszczony. Na rozkaz radzieckiej administracji wojskowej w latach 1945–1947 został przywrócony du użytku jako siedziba Domu Kultury Radzieckiej (niem. Haus der Sowjetischen Kultur). W latach 1950–1989 był także siedzibą Domu Towarzystwa na rzecz Przyjaźni Niemiecko-Radzieckiej (niem. Haus der Gesellschaft für Deutsch-Sowjetische Freundschaft). W 1974 roku przeprowadzono remont skrzydła gmachu, w którym od 1952 roku mieści się scena studyjna i administracja Teatru Maksima Gorkiego, z kolei w latach 1987–1990 poddano gruntownej restauracji budynek główny. Po zjednoczeniu Niemiec pałac dostał nazwę Palais am Festungsgraben i został własnością władz Berlina.
Obecnie jednym z użytkowników pomieszczeń administracyjnych pałacu jest Uniwersytet Humboldtów. W 2017 roku rozpoczęła się renowacja budynku, prowadzona przez firmę Berliner Immobilienmanagement GmbH (BIM) za 15 milionów euro. Zakończenie prac renowacyjnych jest przewidziane na 2022 rok.

## Ogród
Ogród pierwotnego pałacu Donnera (niem. Palais Donner) powstał na wzór XVIII-wiecznych berlińskich ogrodów domowych. Teren położony za budynkiem został założony jako ogród „w angielskim guście” z piwnicą lodową. Plan ogrodu z 1903 roku przedstawia ogród przedzielony murem z fontanną oraz łagodnie zakrzywionymi ścieżkami, do których można było dojść z budynku przez taras na parterze. Wraz z odbudowaniem pałacu w latach 50. XX wieku ogród został przeprojektowany, jednak główne cechy dawnego ogrodu pałacowego można dostrzec do dziś. Mniejszy taras prowadzi schodami do okrągłej fontanny wykonanej ze sztucznego kamienia, na której znajduje się wyspa z kamieni tufowych z fontanną pośrodku. Trzy grządki otaczają nieckę. Pozostałe tarasy, które można jeszcze dostrzec, mają regularne geometryczne kształty i nie odpowiadają już tym z 1903 roku. W ogrodzie rosną cztery mające więcej niż 160 lat platany i dwa klony.